# Linea Albert

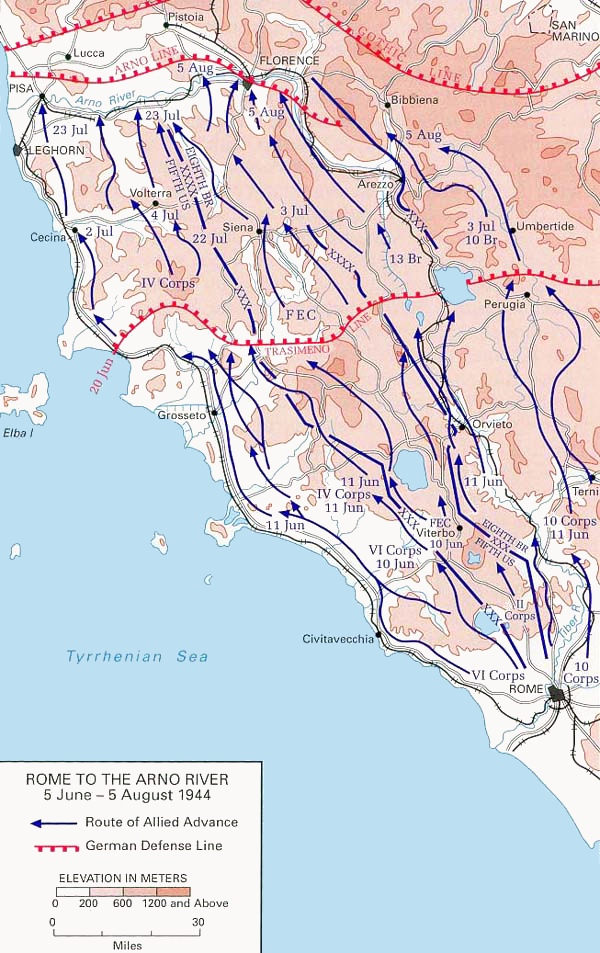
Avanzata delle truppe Alleate da Roma al fiume Arno nel 1944.

La linea Albert, anche conosciuta come linea del Trasimeno, fu una linea fortificata difensiva costruita nel 1944 dall'esercito tedesco in Italia nella campagna d'Italia durante la seconda guerra mondiale. La linea deve il suo nome al feldmaresciallo generale tedesco Albert Kesselring.
La linea fu utilizzata da Kesselring, nella ritirata delle truppe naziste, dopo che Roma fu conquistata dagli Alleati. La linea si trovava all'altezza del lago Trasimeno e andava dalla riva tirrenica a quella adriatica, ovvero da Follonica , passando per il monte Amiata, a Radicofani. Assieme alla linea Gotica doveva difendere la pianura Padana dall'avanzata degli Alleati.
Fu nel 17 giugno del 1944 che gli Alleati riuscirono ad intercettare e decrittare un messaggio tedesco proveniente dalla 334ª Divisione di fanteria tedesca (comandata dal Maggiore generale Hellmuth Böhlke). Questo messaggio parlava della volontà dei tedeschi di attestarsi lungo appunto la linea Albert.
La linea cedette, quando il 1º luglio 1944 la 34ª Divisione di fanteria americana (comandata dal Maggiore generale Charles L. Bolte) arrivò a Cecina.

## Antefatti
Dopo la cattura alleata di Roma, avvenuta il 4 giugno 1944, a seguito dei successi bellici a Cassino e Anzio durante l'operazione Diadem a maggio 1944, la 14ª Armata e la 10ª Armata della Wehrmacht si ritirarono; la 14ª si spostò sul fronte tirrenico mentre la 10ª attraversò l'Italia centrale e la costa adriatica. La 10ª riuscì a fuggire perché il generale statunitense Mark Clark ordinò a Lucian Truscott di seguire l'operazione Turtle verso Roma piuttosto che l'operazione Buffalo come ordinato dal generale britannico Harold Alexander, che avrebbe tagliato la strada statale 6 a Valmontone. Vi era un enorme divario tra gli eserciti e nel mentre che gli Alleati avanzavano di circa 10 km al giorno, i fianchi di entrambi gli eserciti erano perennemente esposti e l'accerchiamento era un rischio possibile.
Due giorni dopo la cattura di Roma, Harold Alexander, comandante in capo delle armate alleate in Italia ricevette l'ordine dal suo superiore, il comandante supremo alleato nel Teatro Mediterraneo delle Operazioni, Henry Maitland Wilson, di avanzare contro l'esercito tedesco che si stava ritirando a nord verso una linea che andava da Pisa a Rimini (la linea Gotica) il prima possibile per impedire la creazione di qualsiasi tipo di difesa nemica nell'Italia centrale.

## Storia
Sul fronte della United States Army North del tenente generale Mark Clark, il VI Corps dello United States Army, sotto il comando del maggior generale Lucian Truscott, si spinse lungo la strada statale 1 mentre il II Corps, capitanati dal maggior generale Geoffrey Keyes, si spinse lungo la strada statale 2 verso Viterbo. Alla loro destra, il XIII Corps del British Army, con al comando il tenente generale britannico Sidney Kirkman, facente parte della Eighth Army, capitanata dal tenente generale Oliver Leese, si diresse verso Terni e Perugia, nel mentre il V Corps, sotto il comando di Charles Walter Allfrey, avanzò lungo la costa adriatica.
Tra il 4 e il 16 giugno, nel mentre gli Alleati stavano avanzando, Kesselring eseguì una manovra notevole e poco ortodossa con le sue divisioni esaurite, il risultato fu che i suoi due eserciti si allinearono e unirono le forze sulle posizioni difensive della linea Albert. Per quanto notevole fosse stata la manovra, fu probabilmente aiutato dalla confusione causata nell'avanzata alleata e dalla sostituzione di due divisioni alleate la II e la VI Corps (con il IV Corps capitanato da Willis D. Crittenberger e dal corpo di spedizione francese in Italia con al comando Alphonse Juin). Anche il X Corps del British Army, sotto la guida del tenente generale Richard McCreery, fu messo in linea alla destra del XIII Corps, mentre il V Corps fu sostituito dal II Corpo polacco, con al comando Władysław Anders.
Nell'ultima settimana di giugno 1944, gli Alleati stavano affrontando le posizioni sul Trasimeno. La 14ª Armata tedesca di Joachim Lemelsen aveva il XIV. Panzerkorps di Fridolin von Senger und Etterlin il quale si scontrò con il IV Corps statunitense sulla costa occidentale mentre il 1º Corpo paracadutisti della Luftwaffe con al comando Alfred Schlemm si scontrò con il corpo di spedizione francese in Italia. Il 22 giugno, un gruppo di mezzi corrazzati americani nei pressi di Massa Marittima fu sconfitto da un plotone di carri armati tedeschi guidati da Oskar Röhrig del schwere Panzerabteilung 504. Uno dei Panzer VI Tiger I riuscì ad eliminare 11 carri armati M4 Sherman, mentre gli equipaggi americani terrorizzati ne abbandonarono altri 12. I tedeschi non subirono perdite. Ad Röhrig gli fu riconosciuta la Croce di Cavaliere della Croce di Ferro per questa azione militare. Quattro Sherman furono eliminati da due Tigers del schwere Panzerabteilung 508 il 12 luglio vicino a Collesalvetti.
La 10ª Armata tedesca di Heinrich von Vietinghoff aveva il LXXVI. Panzerkorps di Traugott Herr il quale si scontrò con il XIII e X Corps mentre il LI Mountain Corps di Valentin Feurstein si scontrò con il II Corpo polacco sull'Adriatico. Le difese più tenaci erano intorno al lago stesso con la 78ª Divisione di fanteria britannica del XIII Corps che subì intensi combattimenti il 17 giugno a Città della Pieve e il 21 giugno a Sanfatucchio. Il 24 giugno si stavano dirigendo verso la costa settentrionale e si collegarono con la 4ª Divisione di fanteria del British Indian Army e la 10ª Brigata di Fanteria indiana del X Corps mentre i tedeschi si stavano ritirando verso Arezzo. L'8 luglio 1944, la 2ª Compagnia del schwere Panzerabteilung 508 eliminò quattro Sherman britannici vicino a Tavarnelle Val di Pesa, a sud-ovest da Firenze.
Anche il IV Corps del United States Army avanzarono lentamente ma il 1º luglio riuscirono ad attraversare il fiume Cecina e si trovarono a 32 km da Livorno. Nel frattempo, il corpo di spedizione francese rimase bloccato sul fiume Orcia ad ovest dal lago Trasimeno fino a quando i paracadutisti tedeschi si ritirarono il 27 giugno permettendo ai francesi di entrare a Siena il 3 luglio.